# Mandami una cartolina/Lezione di inglese
 Mandami una cartolina/Lezione di inglese è un singolo di Pippo Franco con la partecipazione di Laura Troschel pubblicato dalla Lupus nel 1980.

## Mandami una cartolina
Dopo la prima edizione di Fantastico, programma del sabato sera che aveva riportato la Lotteria Italia in prima serata, si pensò di affidare il varietà alla coppia Pippo Franco/Laura Troschel, all'epoca uniti anche nella vita privata, denominando il programma Scacco matto.
Oltre alla sigla ufficiale del programma, Scacco matto, interpretata dalla Troschel, e Prendi la fortuna per la coda, sigla finale, venne realizzato un altro brano dal titolo Mandami una cartolina, che introduceva lo spazio del concorso riservato ai telespettatori, scritto da Mario Castellacci e Pier Francesco Pingitore, registi della trasmissione, su musica e arrangiamenti di Vito Tommaso.

## Lezione di inglese
Lezione di inglese è la canzone pubblicata sul lato B del singolo, scritta da Bombrillo, pseudonimo di Gabriele Varano, Demcek, pseudonimo di Massimo Di Cicco, Rompigli, pseudonimo di Giovanni Sanjust e lo stesso Pippo Franco.

## Edizioni
Il singolo fu pubblicato in Italia con numero di catalogo LUN 4914 su etichetta Lupus, distribuito dalla Dischi Ricordi. 